# Gestronella
Gestronella là một chi bọ cánh cứng trong họ Chrysomelidae.
Chi này được miêu tả khoa học năm 1911 bởi Weise.

## Các loài
Các loài trong chi này gồm:
- Gestronella centrolineata (Fairmaire, 1890)
- Gestronella convexicollis (Fairmaire, 1897)
- Gestronella latirostris (Gestro, 1909)
- Gestronella lugubris (Fairmaire, 1890)
- Gestronella obtusicollis (Fairmaire, 1897)
- Gestronella valida (Fairmaire, 1897)